# 高橋博文
高橋 博文（たかはし ひろふみ、1948年2月25日 - ）は、大阪府出身の元ボートレーサー。

## 来歴
1989年3月30日、戸田競艇場にて開催された第24回総理大臣杯でSG初出場初優勝する。

## 獲得タイトル
- 1989年 3月30日 第24回総理大臣杯（戸田競艇場）